# Centrorhynchus fasciatus
Centrorhynchus fasciatus är en hakmaskart som först beskrevs av Westrumb 1821.  Centrorhynchus fasciatus ingår i släktet Centrorhynchus och familjen Centrorhynchidae. Inga underarter finns listade i Catalogue of Life.